# Sedriano
Sedriano ist eine Stadt mit 12.820 Einwohnern (Stand 31. Dezember 2023) in der Metropolitanstadt Mailand, Region Lombardei.
Die Nachbarorte von Sedriano sind Vanzago, Pregnana Milanese, Arluno, Bareggio, Vittuone und Cisliano.

## Bevölkerungsentwicklung
Sedriano zählt 4.303 Privathaushalte. Zwischen 1991 und 2001 stieg die Einwohnerzahl von 8.823 auf 10.197. Dies entspricht einem prozentualen Zuwachs von 15,6 %.